# Hétvégi család
A Hétvégi család (eredeti cím: Week-end Family) 2022-től vetített francia vígjátéksorozat, amelyet Baptiste Filleul alkotott. A főbb szerepekben Éric Judor, Daphnée Côté Hallé, Liona Bordonaro, Roxane Barrazuol és Midie Dreyfus látható.
Franciaországban a Disney+ mutatta be 2022. február 23-án. Magyarországon 2022. június 14-én mutatták be a Disney+-on.

## Ismertető
Fred hétvégenként a lányaival van, Clarával, Victoirennel és Romy-val. A három lánynak más az édesanyjuk. Fred beleszeret Emmába, egy Párizsban élő kanadai gyermekpszicholósba. Mindkettőjük életében új szakasz kezdődik. Emmának minden hétvégén boldogulnia kell az új családjával, köztük Fred volt partnereivel is.

## Szereplők
| Szereplő          | Színész            | Magyar hang    |
| ----------------- | ------------------ | -------------- |
| Fred              | Éric Judor         | Bozsó Péter    |
| Emmanuelle „Emma“ | Daphnée Côté Hallé | Mórocz Adrienn |
| Clara             | Liona Bordonaro    | Pekár Adrienn  |
| Romy              | Roxane Barrazuol   | Bak Julianna   |
| Victoire „Vic“    | Midie Dreyfus      | Blazsó Regina  |
| Marie-Ange        | Jeanne Bournaud    | N/A            |
| Helena            | Annabel Lopez      | N/A            |
| Laurence          | Annelise Hesme     | Kelemen Kata   |
| Stan              | Hafid F. Benamar   | N/A            |
| Cora              | Séphora Pondi      | Gulás Fanni    |

### Magyar változat
- Magyar szöveg: Zalatnay Márta
- Hangmérnök: Bogdán Gergő
- Vágó: Kránitz Bence
- Gyártásvezető: Rába Ildikó
- Szinkronrendező: Dobay Brigitta
- Produkciós vezető: Máhr Rita

A szinkront a SDI Media Hungary készítette.

## Epizódok

### 1. évad (2022)
| Sor. | Év. | Cím                   | Rendező                      | Író                                     | Premier                           |
| ---- | --- | --------------------- | ---------------------------- | --------------------------------------- | --------------------------------- |
| 23.  | 1.  | Nouveau départ        | Pierre-François Martin-Laval | Géraldine de Margerie és Nour Ben Salem | 2022. február 9. 2022. június 14. |
| 24.  | 2.  | Zéro conso            | Pierre-François Martin-Laval | Géraldine de Margerie és Nour Ben Salem | 2022. február 9. 2022. június 14. |
| 25.  | 3.  | Double axel           | Pierre-François Martin-Laval | Cécile Lugiez és Julie-Anna Grignon     | 2022. február 9. 2022. június 14. |
| 26.  | 4.  | Sous l'eau            | Pierre-François Martin-Laval | Cécile Lugiez és Julie-Anna Grignon     | 2022. február 9. 2022. június 14. |
| 27.  | 5.  | La fête des voisins   | Sophie Reine                 | Marion Carnel és Paul Madillo           | 2022. február 9. 2022. június 14. |
| 28.  | 6.  | Adieu au ranch        | Sophie Reine                 | Marion Carnel és Paul Madillo           | 2022. február 9. 2022. június 14. |
| 29.  | 7.  | Le retour à la nature | Sophie Reine                 | Géraldine de Margerie és Nour Ben Salem | 2022. február 9. 2022. június 14. |
| 30.  | 8.  | Tout recommence       | Sophie Reine                 | Géraldine de Margerie és Nour Ben Salem | 2022. február 9. 2022. június 14. |

### Különkiadás
| #  | Cím                                                                               | Rendező                      | Író                                              | Premier           |
| -- | --------------------------------------------------------------------------------- | ---------------------------- | ------------------------------------------------ | ----------------- |
| 1. | Hétvégi család: Karácsonyi különkiadás (Week-end Family: Un Noël gagnant-gagnant) | Pierre-François Martin-Laval | Éric Judor, Baptiste Nicolaï és Hafid F. Benamar | 2022. december 9. |